# Le Bourguet
Le Bourguet es una comuna francesa situada en el departamento de Var, en la región de Provenza-Alpes-Costa Azul.

## Demografía
| 37 | 31 | 20 | 23 | 20 | 22 | 38 |
| Para los censos de 1962 a 1999 la población legal corresponde a la población sin duplicidades (Fuente: INSEE [Consultar]) |    |    |    |    |    |    |